# Катастрофа G.212 в Суперге
Катастрофа G.212 в Суперга — авиационная катастрофа, произошедшая в среду 4 мая 1949 года под Турином, в результате которой погибла команда футбольного клуба «Торино» в полном составе.

## История
Футбольный клуб «Торино» образца 1940-х годов был суперклубом чемпионата Италии. В 1946-48 гг. он трижды подряд завоёвывал золотые медали национального чемпионата. Капитаном команды был Валентино Маццола (отец Сандро Маццолы).
3 мая 1949 года в Лиссабоне состоялся матч между «Торино» и «Бенфикой», в котором итальянская команда проиграла португальскому клубу со счётом 3:4. На следующий день (среда) «Торино» вылетел из Лиссабона на трёхдвигательном авиалайнере Fiat G.212CP авиакомпании Avio Linee Italiane  (ALI). На его борту помимо 4 членов экипажа находились 18 футболистов команды, несколько руководителей клуба и журналистов (всего 31 человек).

## Катастрофа
Самолёт сделал промежуточную остановку в Барселоне для дозаправки, где игроки «Торино» повстречались с друзьями-соперниками из «Милана». Миланцы пересаживались на рейс до Мадрида и оказались последними, кто видел туринцев живыми.
Около 17:00, когда до аэропорта Турина оставалось около 12 километров, самолёт попал в зону повышенной туманности, из-за чего пилоты потеряли ориентацию в пространстве. В 17:05 лайнер задел левым крылом ограду построенной на горе Суперга (ит.) базилики Суперга, его развернуло, и он на большой скорости врезался в землю. Все находившиеся на его борту (31 человек) погибли. Сауро Тома не полетел на матч с «Бенфикой» из-за травмы мениска и остался дома.

## Погибшие
Игроки «Торино»

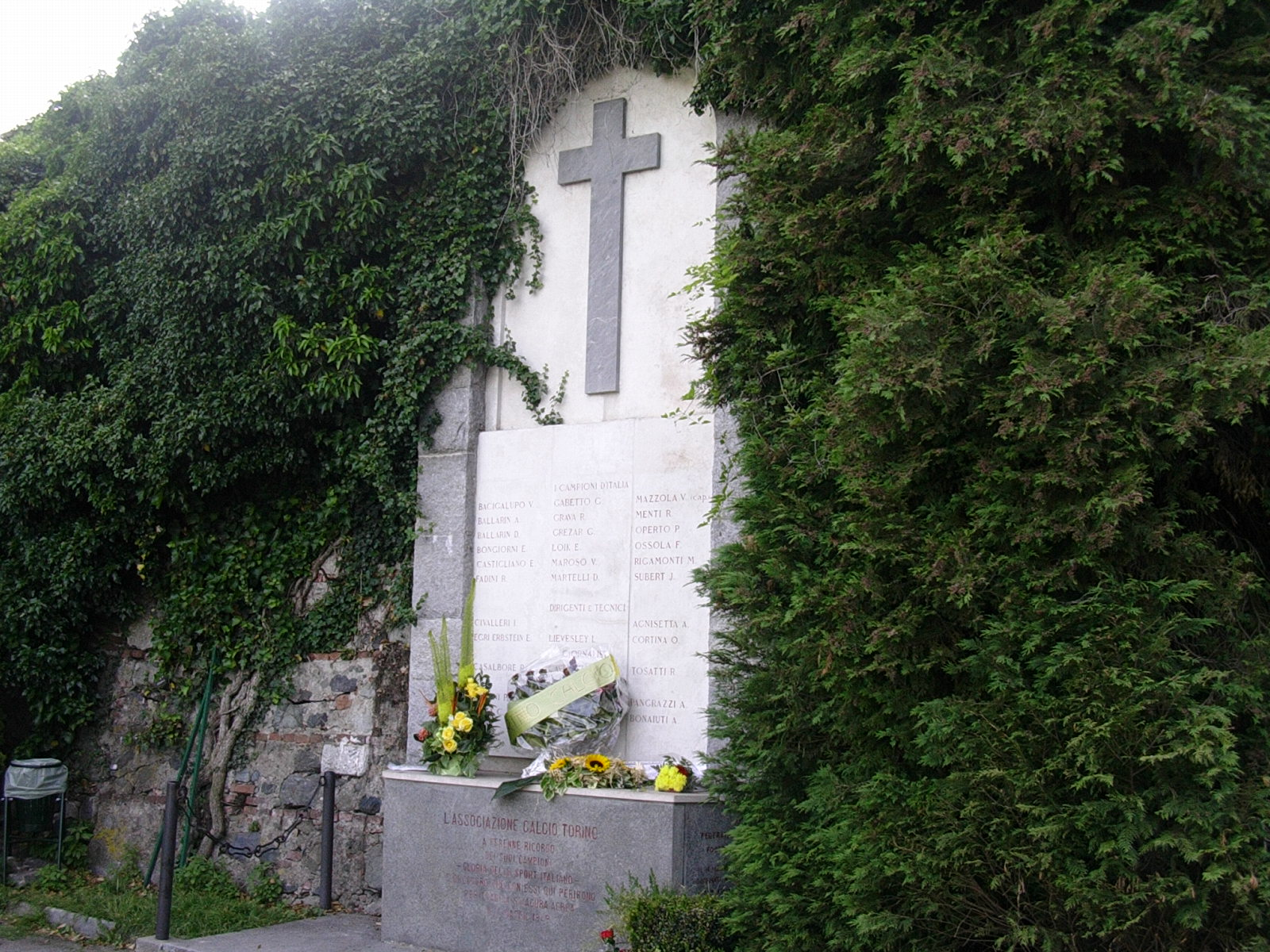
Монумент погибшим футболистам у базилики Суперга

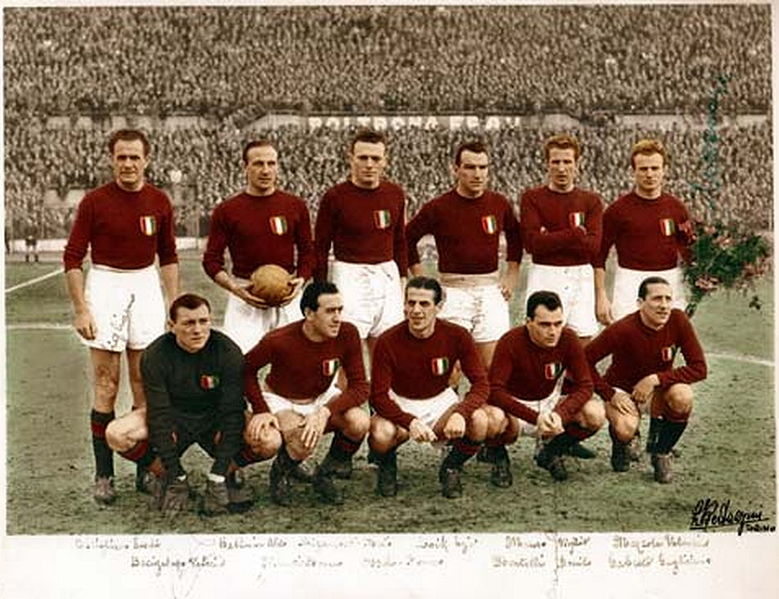
«Торино» в сезоне 1948/1949

- Валерио Бачигалупо, вратарь, игрок сборной Италии
- Альдо Балларин, правый защитник, игрок сборной Италии
- Дино Балларин, вратарь
- Эмиле Бонджорни, нападающий, игрок сборной Франции
- Эусебио Кастильяно, правый полузащитник/правый инсайд, игрок сборной Италии
- Рубенс Фадини, полузащитник
- Гульельмо Габетто, центральный нападающий, игрок сборной Италии
- Руджеро Грава, нападающий
- Джузеппе Грецар, левый/правый полузащитник, игрок сборной Италии
- Эцио Лоик, правый инсайд, игрок сборной
- Вирджилио Марозо, правый/левый защитник, игрок сборной Италии
- Данило Мартелли, полузащитник, нападающий
- Валентино Маццола, левый инсайд/левый крайний нападающий, капитан сборной Италии
- Ромео Менти, правый крайний нападающий, игрок сборной Италии
- Пьеро Оперто, защитник
- Франко Оссола, нападающий
- Марио Ригамонти, центральный полузащитник, игрок сборной Италии
- Юлиус Шуберт, левый полузащитник/левый инсайд, игрок сборной Чехословакии

Представители «Торино»
- Эрнст Эгри-Эрбштейн, технический директор
- Лесли Ливсли, главный тренер
- Арнальдо Аньизетта, менеджер
- Ипполито Чиваллери, менеджер
- Андреа Бонаюти
- Освальдо Кортина, массажист

Журналисты
- Ренато Казальборе[итал.], основатель спортивной газеты «Tuttosport[итал.]»
- Ренато Тозатти[итал.], «Gazzetta del Popolo[итал.]»
- Луиджи Каваллеро[итал.], «La Stampa»

Экипаж
- Пьерлуиджи Мерони, командир экипажа
- Челесте Бьянкарди, второй пилот
- Челесте Д`Инка, бортмеханик
- Антонио Панграци, телеграфист

Пассажир
- Андреа Бонаути, болельщик «Торино». Он оказался на борту, поскольку уговорил экипаж лететь регулярным рейсом (ему необходимо было лететь в Турин из-за болезни жены).

## После катастрофы
Тела жертв катастрофы были помещены в морг туринской больницы. Для опознания родных не допустили, чтобы не усугублять их горе видом обгоревших останков. Эту трудную миссию взял на себя Витторио Поццо — известный тренер сборной Италии, в прошлом тренер «Торино». 6 мая 1949 года состоялись похороны погибших футболистов команды.
До финиша чемпионата Италии оставалось 4 тура. «Торино», который на тот момент лидировал, был объявлен чемпионом Италии безотносительно результатов оставшихся матчей. Все четыре игры (против «Фиорентины», «Дженоа», «Сампдории» и «Палермо») команда, заново собранная из дублирующей, молодёжной и юношеской команд, выиграла (их соперники также выставляли против «Торино» молодёжные составы), а игроки, которых уже не было в живых (18 человек), стали чемпионами Италии 1949 года посмертно.
Однако для сборной Италии это был серьёзный удар: команда хотя и попала на чемпионат мира 1950 года, но не преодолела первый этап, уступив первое место сборной Швеции.

## Комментарии
1. ↑  Стоят (слева направо): Кастильяно, Балларин, Ригамонти, Лоик, Марозо, Маццола. Сидят (слева направо): Бачигалупо, Менти, Оссола, Мартелли, Габетто